# Vasilīs Paramanidīs
Vasilīs Paramanidīs (in greco Βασίλης Παραμανίδης?; Serres, 22 giugno 1958) è un ex cestista greco.

## Carriera
Con la Grecia ha disputato i Campionati europei del 1979.

## Palmarès
- Campionato greco: 3

Aris Salonicco: 1978-79, 1982-83, 1984-85